# Канигер, Роберт
Роберт Канигер (англ. Robert Kanigher; 18 июня 1915 — 7 мая 2002) — американский писатель комиксов.

## Ранние годы
Роберт родился в Нью-Йорке и был третьим ребёнком Эфраима и Ребекки Канигеров. Он начал ходить на подработки, когда ему было 12 лет, чтобы помогать семье в материальном плане.

## Награды и признание
В 2014 году Канигер посмертно получил премию Bill Finger Award.
В его честь названо несколько улиц в вымышленных городах комиксов DC.
В 2015 году сайт Comic Book Resources назвал Роберта Канигера одним из 10 величайших авторов комиксов о Флэше за все времена.